# Теудебальд (герцог Алеманнии)
Теудебальд (нем. Theudebald; умер, возможно, в 746) — герцог Алеманнии (709—746; до 730 — совместно со своим старшим братом Лантфридом).

## Биография
Теудебальд был сыном правителя Алеманнии Готфрида и неизвестной по имени дочери герцога Баварии Теодона II. У него было четверо братьев — Лантфрид, Одилон, Хуохинг и Лиутфрид, а также ставшая супругой герцога Сполето Гильдепранда сестра Регарда.
Герцог Готфрид скончался в 709 году. Предполагается, что после его смерти Алеманния распалась на несколько уделов: частью герцогства совместно стали править Лантфрид и его брат Теудебальд, а частью (Ортенау на западе герцогства) — Виллехарий. Однако, возможно, уже в 712 году сыновьям Готфрида с военной помощью майордома Франкского государства Пипина Геристальского удалось избавиться от Виллехария. Вероятно, они разделили между собой территорию Алеманнии: Лантфрид получил северную часть герцогства, а Теудебальд — южную.
Несмотря на оказанную им Пипином Геристальским поддержку, у Лантфрида и Теудебальда сложились враждебные отношения с его сыном и преемником Карлом Мартеллом, ставшим майордомом в 714 году. Причиной этого были действия Карла Мартелла, направленные на полное подчинение Алеманнии своей власти и включения её территории в состав Франкского государства. В 722 году майордом франков совершил поход в Алеманнию и Баварию, во время которого изгнал Теудебальда из его владений. Однако уже в следующем году алеманны и их союзники бавары снова выступили против франков.
Вероятно, в то время владения алеманнских правителей ограничивались только северными областями герцогства. Остальную территорию Алеманнии, как предполагается, мог контролировать Карл Мартелл. Подтверждением этого является помощь, которую майордом франков оказал Пирмину, в 724 году основавшему аббатство Райхенау на землях алеманнов. Тесные контакты Пирмина с франками привели его к конфликту с Лантфридом и Теудебальдом, в результате которого он был вынужден в 727 году покинуть основанный им монастырь.
В 730 году Карл Мартелл совершил новый поход в Алеманнию. В то время герцог Ланфрид был ещё жив, однако, по свидетельству анналов, он скончался уже в том же году. Неизвестно, была ли смерть Лантфрида связана с вторжением франков, или герцог умер от естественных причин. После кончины брата Теудебальд стал единовластным правителем Алеманнии. К тому времени территория Алеманнии была значительно сокращена франками, охватывая лишь долину реки Неккар и восточную часть Шварцвальда.
Получив единоличную власть над Алеманнией, Теудебальд продолжил вести политику своих отца и брата, направленную на сохранение независимости своих владений от правителей Франкского государства. Стараясь восстановить свою власть над территориями, ранее захваченными франками, он преследовал сторонника Карла Мартелла, аббата Райхенау Хеддо, и в 732 году вынудил того бежать из обители. Однако в том же году Теудебальд был изгнан из своих владений Карлом Мартеллом. Он смог возвратиться в Алеманнию только после смерти франкского майордома.
В 738 году брат Теудебальда Одилон, благодаря содействию своей родственницы, супруги Карла Мартелла Свангильды, получил власть над Баварским герцогством.
Карл Мартелл скончался в 741 году. После него пост майордома перешёл к его сыновьям Пипину Короткому и Карломану, начавшим совместно управлять Франкским государством. Сочтя это время удобным для полного освобождения от влияния Пипинидов, в 742 году врагами франков была создана коалиция, в которую вошли алеманны Теудебальда, бавары Одилона и саксы. Одновременно против франков выступили и баски. Алеманнское войско во главе с Теудебальдом вторглось в Эльзас, правителем которого был Лиутфрид. Здешний герцог, а также его сын, бывшие сторонниками франкских майордомов, вероятно, пали в бою против алеманнов.
Однако уже в следующем году Теудебальд и Одилон потерпели от Пипина Короткого и Карломана тяжёлое поражение в сражении на берегу Леха. В 744 году войско во главе с Пипином снова вторглось в Алеманнию. Франки преследовали Теудебальда до крепости, находившейся в Юрской Швабии, а затем в Эльзасе нанесли поражение войску алеманнского герцога. Совершённый в 745 году поход в Алеманнию возглавлял уже Карломан. Теудебальд вновь потерпел поражение. По требованию Карломана в лагерь франков, располагавшийся вблизи Каннстатта, прибыли многие представители алеманнской знати. Здесь многие из алеманнов были казнены. Это событие вошло в историю под названием «Карломанова резня».
Череда побед, одержанных франками, положила конец существованию независимого от франкских правителей Алеманнского герцогства. Хотя в Алеманнии, позднее получившей названия Швабия, до конца VIII века было организовано несколько антифранкских мятежей, ни один из них не был успешным. Земли, входившие в покорённое герцогство, были включены в состав Франкского государства, а местные правители стали назначаться Каролингами.